# Nadine Spinoza
Pour les articles homonymes, voir Spinoza (homonymie).
Nadine Spinoza est une actrice française, née en 1968.

## Filmographie partielle

### Cinéma
- 1985 : Y'a pas le feu de Richard Balducci
- 1986 : On a volé Charlie Spencer de Francis Huster
- 1997 : La Divine Poursuite de Michel Deville
- 1997 : Pasáž (Passage) de Juraj Herz
- 1998 : Bruits d'amour de Jacques Otmezguine
- 1999 : Un chat dans la gorge de Jacques Otmezguine
- 2002 : Monsieur Batignole de Gérard Jugnot

### Télévision
- 1989 : Les Jupons de la Révolution : Marat de Maroun Bagdadi
- 1990 : Série rose (saison 1, épisode 10 : Le Mandragore)
- 1993 : Maigret : Paulette (saison 4, épisode 1 : Maigret et le fantôme)
- 1995 : Julie Lescaut : Barbara (saison 4, épisode 1 : Rumeurs)
- 1995 : Les Cordier, juge et flic : Muriel Kermen (saison 2, épisode 3 : Bébé en cavale)
- 1998 : Joséphine ange gardien : Françoise (saison 2, épisode 2 : L'enfant oublié)
- 1998 : Une femme d'honneur (épisode 4 : Double détente)
- 1998 : Louis la brocante : sœur Marie-Josée (épisode 1: Louis et les mômes)
- 2000 : Un homme en colère (épisode 9 : Un amour sans limite)

## Théâtre
- 1984 : Mephisto d'Ariane Mnouchkine, d'après Klaus Mann, mise en scène Jean-Pierre Garnier, Théâtre de l'Hippogriffe
- 1985 : Le Cid de Pierre Corneille, mise en scène Francis Huster, Théâtre Renaud-Barrault
- 1989 : De Sade, Juliette de Jean-Michel Guillery, mise en scène Michèle Venard, Théâtre de l'Atalante